# Sano (miasto)
Sano (jap. 佐野市 Sano-shi) – miasto w Japonii, w prefekturze Tochigi. Ma powierzchnię 356,04 km². W 2020 r. mieszkało w nim 116 220 osób, w 48 079 gospodarstwach domowych  (w 2010 r. 121 259 osób, w 45 110 gospodarstwach domowych).
W lutym 2005 do obszaru istniejącego miasta Sano zostały przyłączone miasta Kuzu i Tanuma z powiatu Aso.